# Heteribalia confluens
Heteribalia confluens är en stekelart som först beskrevs av Maa 1949.  Heteribalia confluens ingår i släktet Heteribalia och familjen skärknivsteklar. Inga underarter finns listade i Catalogue of Life.